# Обласні автомобільні шляхи Чернігівської області
Обласні автомобільні дороги Чернігівської області — автомобільні шляхи обласного значення, що проходять територією  Чернігівської області України. Список включає усі дороги місцевого значення області, головним критерієм для визначення порядку слідування елементів є номер дороги у переліку.